# 普魯季夫卡 (羅馬尼夫區)
50°18′56″N 28°2′35″E / 50.31556°N 28.04306°E
普魯季夫卡（烏克蘭語：Прутівка），是烏克蘭北部的村莊，隸屬日托米爾州的日托米爾區。該村始建於1620年，面積51.7平方公里，海拔高度232米，2001年人口144。